# João Augusto Ferreira de Almeida
João Augusto Ferreira de Almeida (Porto, 3 de Abril de 1894 – Laventie, 16 de Setembro de 1917) foi um soldado do Corpo Expedicionário Português durante a Primeira Guerra Mundial que, após seis meses na frente de combate, foi acusado de deserção, condenado em Tribunal de Guerra e sentenciado com pena de morte por fuzilamento. Foi, por este motivo, o único português a sofrer a pena capital durante a guerra, e a última pessoa a ser condenado à morte por um tribunal português (a pena de morte havia sido abolida em Portugal em 1867 para os cidadãos civis, mas foi recuperada por decreto durante a Primeira Guerra Mundial somente para militares no teatro de guerra).

## Biografia

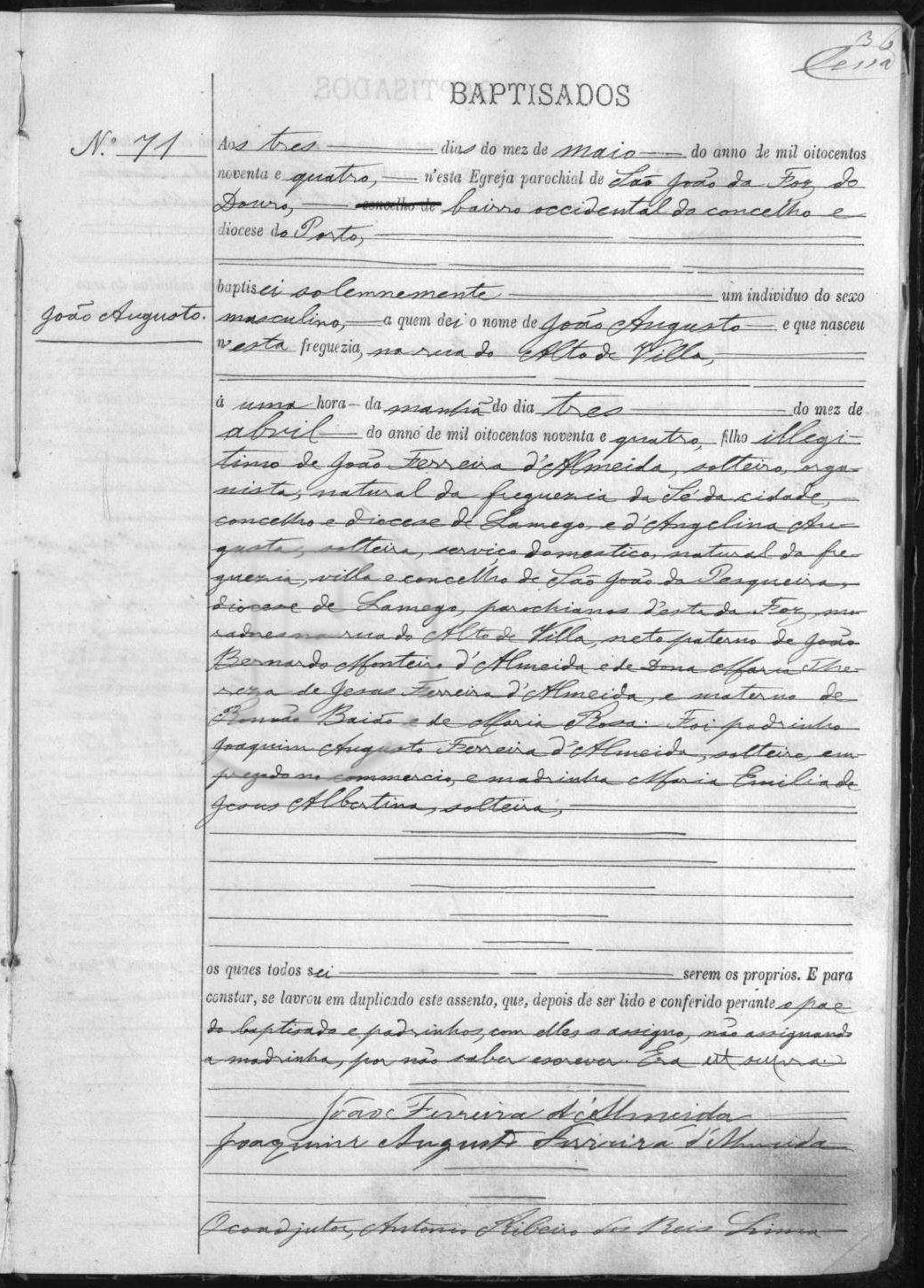
Assento de baptismo de João Augusto Ferreira de Almeida, datado de 3 de Maio de 1894. Paróquia de São João Baptista da Foz do Douro, Porto

João Augusto Ferreira de Almeida nasceu a 3 de Abril de 1894 na Foz do Douro, filho de João Ferreira de Almeida, organista, e de Angelina Augusta, criada de servir, que não eram casados. Foi empregado como chauffeur de Adolfo Höfle (bisavô do actual Presidente da Câmara Rui Moreira); o facto de ter encontrado emprego na casa de uma família rica da Foz proporcionou-lhe algum bem-estar, relatando mais tarde que "nunca tinha encontrado uma pessoa que o estimasse tão bem" como Höfle.
João Ferreira de Almeida foi mobilizado para o Corpo Expedicionário Português durante a Primeira Guerra Mundial, sendo colocado com o Regimento de Infantaria n.º 14 no sector de Fauquissart II, perto do Canal da Mancha e da fronteira francesa com a Bélgica, juntamente com mais 1234 homens. Embarcou em Lisboa, a 16 de Março de 1917, e desembarcou em Brest, na Bretanha, no dia 21.
Uma vez na Frente Ocidental, é encarregue do transporte de água para as tropas do CEP, sendo-lhe atribuído o número de chauffeur 502. No dia 22 de Julho, sofre uma pena de 60 dias de prisão correccional por se ausentar, sem autorização, com o veículo, entre os dias 8 e 9 desse mês, facto que resultou em prejuízo para o serviço de abastecimento de água a uma unidade. É para além disso, incorporado na 1.ª Companhia do Regimento de Infantaria n.º 23, colocada na linha da frente em risco de ataques do inimigo. Dias depois, agravou ainda mais a sua situação ao desobedecer a ordens superiores e responder ao comandante com "modos pouco respeitosos". Segundo testemunhas, João Ferreira de Almeida terá, por esta altura, dito que não fazia tenção de cumprir a pena de prisão, pretendendo antes fugir, terá andado a questionar outros militares sobre a forma de chegar às linhas inimigas, atitudes que o fizeram suspeito de intenções de desertar e de tencionar fornecer informações ao exército alemão.
João Ferreira de Almeida é aprisionado de facto e é rapidamente instaurado o processo de traição, após ouvidas várias testemunhas, é levado a Tribunal de Guerra por indicação do General Tamagnini de Abreu, comandante do CEP. O Tribunal é presidido pelo coronel de Infantaria António Luís Serrão de Carvalho e é constituído por um juiz auditor e um júri (um major, dois capitães, e dois alferes). Foram ouvidos nove militares como testemunhas (sete soldados, e dois sargentos). Deu-se por provada a intenção de desertar e, a 15 de Agosto, Ferreira de Almeida foi condenado à morte com exautoração. Este julgamento foi, todavia, anulado e um novo marcado para dia 12 de Setembro, uma vez que a pena acessória de exautoração, através da qual se retirava a um militar as insígnias ou divisas que recebera, já não se encontrava em vigor pelo Código de Justiça Militar.
Ganhando tempo, o advogado oficioso (o capitão Joaquim Baptista Leone Júnior) alega que Ferreira de Almeida seria "filho de um doido", e que já tinha mostrado indícios de perturbação mental mesmo antes de ser condenado, circunstâncias que até já tinham sido referidas em público pelo chefe do serviço de saúde (tenente-coronel médico, Dr. José Gomes Ribeiro). O Tribunal considera que estas alegações não têm outro objectivo senão "protelar a resolução de um crime gravíssimo" e não permitem a realização de exame médico-legal às faculdades mentais de Ferreira de Almeida. A sentença é confirmada, sofrendo apenas uma alteração: o soldado não seria exautorado, mas sim expulso.
Quatro dias depois, na manhã de 16 de Setembro de 1917, 11 homens, comandados pelo major Horácio Severo de Morais Ferreira, formaram o pelotão que fuzilou Ferreira de Almeida. Após revista às armas, concluiu-se que a do sargento Teófilo Antunes Saraiva não tinha sido disparada, e este arriscou ser ele próprio levado a Tribunal de Guerra por desobediência, mas atribuiu-se a falta do disparo à "à deficiente colocação do fecho de segurança da espingarda".

### Post-mortem
João Augusto Ferreira de Almeida foi inicialmente enterrado no cemitério local de Laventie e, mais tarde, o seu corpo foi levado para o cemitério militar português de Richebourg (covão 19 da fila 6, no talhão B), onde jaz ao lado de muitos outros combatentes portugueses.
No centenário da execução de Ferreira de Almeida, a 16 de Setembro de 2017, e no quadro das comemorações do sesquicentenário da abolição da pena de morte e do centenário da Primeira Guerra Mundial, foi divulgada no site da Presidência da República uma mensagem, que será publicada na II série do Diário da República, na qual o Presidente da República Portuguesa Marcelo Rebelo de Sousa, na qualidade de Comandante Supremo das Forças Armadas, "[se associa] à reabilitação moral do Soldado João Ferreira de Almeida", possibilitando "a reabilitação da memória de um soldado condenado a pena contrária aos direitos humanos e aos valores e princípios há muito enraizados na sociedade portuguesa, pena essa que seria hoje insusceptível de aplicação à luz da Constituição da República Portuguesa vigente".
Concretizou-se assim, uma antiga pretensão da Liga dos Combatentes, permitindo que o soldado João Ferreira de Almeida passasse a integrar a memória colectiva de todos os soldados da Grande Guerra. Por deliberação do Conselho de Ministros, o gesto de reabilitação moral não implica "nem a reapreciação dos factos ou dos fundamentos da condenação, nem o fundamento de uma indemnização ou perdão de pena", mantendo-se o processo jurídico intacto, pretendendo fazer-se tão somente "a prática de um acto simbólico e humanitário".